# Liste der Kulturdenkmäler in Ransbach (Willingshausen)
Die folgende Liste enthält die in der Denkmaltopographie ausgewiesenen Kulturdenkmäler auf dem Gebiet des Ortsteils Ransbach der  Stadt Willingshausen, Schwalm-Eder-Kreis, Hessen.
Hinweis: Die Reihenfolge der Denkmäler in dieser Liste orientiert sich an der Anschrift, alternativ ist sie auch nach der Bezeichnung oder der Bauzeit sortierbar.
Kulturdenkmäler werden fortlaufend im Denkmalverzeichnis des Landes Hessen durch das Landesamt für Denkmalpflege Hessen auf Basis des Hessischen Denkmalschutzgesetzes (HDSchG) geführt. Die Schutzwürdigkeit eines Kulturdenkmals hängt nicht von der Eintragung in das Denkmalverzeichnis des Landes Hessen oder der Veröffentlichung in der Denkmaltopographie ab.

## Ransbach
| Bild            | Bezeichnung                                     | Lage                        | Beschreibung | Bauzeit | Daten |
| --------------- | ----------------------------------------------- | --------------------------- | --- | ------- | ----- |
| Bild gesucht BW | Gesamtanlage Ransbach                           | Ransbach Lage               | Das ganze Dorf, bestehend aus 6 radial angeordneten Hofanlagen samt der angrenzenden Feldmark bildet die Gesamtanlage. |         |       |
| Bild gesucht BW | Hofanlage Dorfstraße 3                          | Ransbach, Dorfstraße 3 Lage | | 1784    |       |
| Bild gesucht BW | Ellerhaus einer Hofanlage Dorfstraße 4          | Ransbach, Dorfstraße 4 Lage | | 1840    |       |
| Bild gesucht BW | Fachwerkscheune Dorfstraße 4                    | Ransbach, Dorfstraße 4 Lage | | 1863    |       |
| Bild gesucht BW | Altenteiler und Wirtschaftsgebäude Dorfstraße 5 | Ransbach, Dorfstraße 5 Lage | | 1910    |       |
| Bild gesucht BW | Wohnhaus einer Hofanlage Dorfstraße 6           | Ransbach, Dorfstraße 6 Lage | | 1910    |       |